# Latino Pacato Drepanio
Latino Pacato Drepanio (anche Latinio; in latino Latinius Pacatus Drepanius; fl. IV secolo) è stato un retore e politico romano del tardo IV secolo.

## Biografia
Proveniente dalla Gallia, fu amico di Ausonio e di Simmaco di Capua, con cui ebbe un intenso scambio epistolare.
Nel 389, dopo la vittoria ull'usurpatore Magno Massimo, fu a  capo di una legazione presso il Senato di Roma e pronunciò un panegirico per Teodosio I, giunto fino a noi. In seguito, tra il 389 e il 390, fu proconsole in Africa.